# 弘毅投资
弘毅投资(英語：Hony Capital)成立于2003年，是中国一家投资管理集团，拥有私募股权投资（天使、VC、PE、不动产投资）、对冲基金（金涌投资）、公募基金（弘毅远方基金）、实业投资（百福控股、弘和仁爱）等业务板块。公司董事长为联想控股常务副总裁赵令欢。

## 历史
2003年1月，联想控股直接投资事业部成立。2004年4月，联想控股直接投资事业部从联想控股剥离出来，成立弘毅投资，成为联想控股子公司。2012年7月成为进驻前海深港现代服务业合作区的首家私募股权投资机构。2017年管理资金总规模超过700亿元人民币。

## 另見
- 有線寬頻
- 百福控股